# Johan Vilhelm Snellman
Johan Vilhelm Snellman (ur. 12 maja 1806 w Sztokholmie, zm. 4 lipca 1881 w Kirkkonummi) – fiński działacz narodowy i społeczny, naukowiec, nauczyciel oraz polityk. 
Konserwatysta. Zwolennik powszechnego używania języka fińskiego. Współorganizator Towarzystwa Sobotniego (fiń. Lauantaiseura). Profesor filozofii, psychologii i wykładowca psychologii na Uniwersytecie w Helsinkach, od którego w 1860 otrzymał także honorowy doktorat. Inicjator powstania w 1831 Towarzystwa Literatury Fińskiej (fiń. Suomalaisen Kirjallisuuden Seura) i jego dyrektor w latach 1870–1874. Kawaler Orderu Św. Włodzimierza III klasy (1865). 
25 kwietnia 1863 został mianowany na stanowisko głównego specjalisty do spraw finansów w Departamencie Gospodarczym Senatu Wielkiego Księstwa Finlandii. W 1866 otrzymał tytuł szlachecki. W latach 1863–1868 był senatorem, pełnił również funkcję przewodniczącego senatu. W 1863 po osobistym spotkaniu z carem Aleksandrem II mimo opozycji ze strony szwedzkojęzycznych elit udało mu się doprowadzić do równouprawnienia w Księstwie języka fińskiego z językiem szwedzkim. Dzięki jego staraniom doszło w 1865 do wprowadzenia waluty fińskiej – srebrnej marki. Jednak wkrótce chcąc chronić wartość nowej waluty nie zgadzał się na zaciąganie pożyczek w czasie wielkiego głodu w latach 1866–1868, co przyczyniło się do większej liczby ofiar i jego upadku politycznego.
Był publicystą, autorem prac naukowych i wydawcą w latach 40. XIX w. pism — „Saima” (w języku szwedzkim) i „Przyjaciel Rolnika”. Napisał między innymi Wprowadzenie do filozofii i Kurs elementarny filozofii. Tworzył w obu językach – szwedzkim i fińskim. W 1842 opublikował swoje największe dzieło Teorię państwa (fiń. Läran om staten).